# Lindsey Harding
Lindsey Marcie Harding (Mobile, 12 giugno 1984) è un'ex cestista e allenatrice di pallacanestro statunitense naturalizzata bielorussa, professionista nella WNBA.

## Carriera
È stata selezionata dalle Phoenix Mercury al primo giro del Draft WNBA 2007 (1ª scelta assoluta).
Con la Bielorussia ha disputato i Campionati europei del 2015 e i Giochi olimpici di Rio de Janeiro 2016.

## Palmarès

### Giocatrice
- WNBA All-Rookie First Team (2007)
- WNBA All-Defensive Second Team (2010)

### Allenatrice
- Dennis Johnson Coach of the Year Award (2024)